# 80일간의 세계 일주
《80일간의 세계 일주》(80日間의 世界 一周, 프랑스어: Le Tour du monde en quatre-vingts jours, 영어: Around the World in Eighty Days)는 프랑스 작가 쥘 베른이 1873년에 쓴 고전 과학, 모험 소설이다.

## 줄거리

### 내기

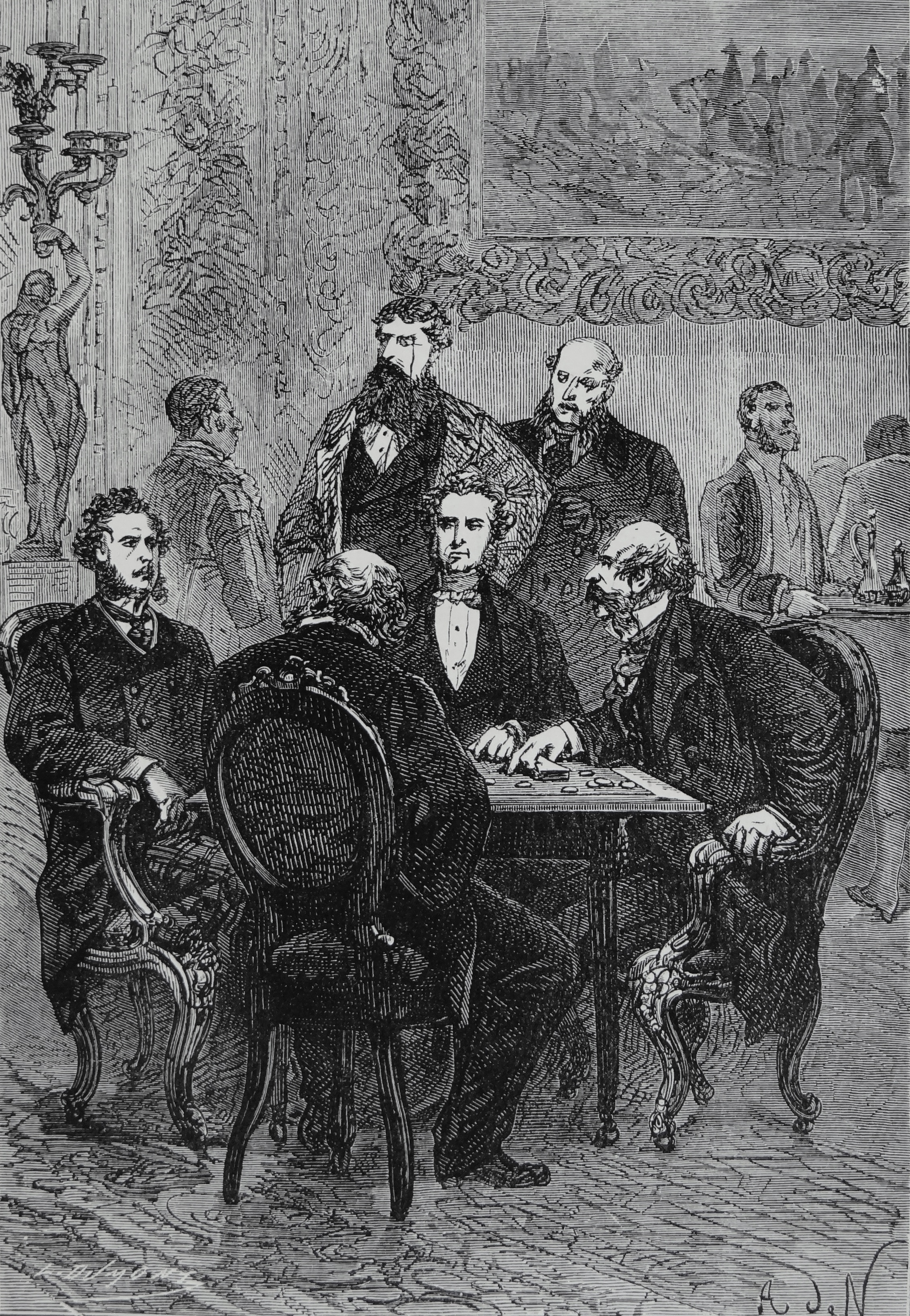
내기를 하는 리폼 클럽 회원들과 필리어스 포그

1872년, 영국 런던에 사는 필리어스 포그는 검소하면서도 계획적인 생활을 하며 지낸다.  매일 같은 시간에 치과에 가서 항상 같은 자리에서 점심을 먹고, 이가 상한 곳을 치료한 뒤에 다시 같은 자리에서 저녁 식사를 하고, 밤 12시까지 카드놀이를 한 이후 집으로 돌아오는 패턴이다. 심지어 그는 면도할 물의 온도가 평소와 1도만 달라도 하인을 해고할 정도로 정확한 사람이다.
어느 날, 포그가 매일같이 놀러 가는 리폼 클럽에서 데일리 텔레그라프의 한 기사가 화두에 오른다. 인도의 철도가 완전히 개통되어, 80일이면 세계를 일주할 수 있다는 기사였다. 회의적인 시선을 보내는 클럽 회원들에게 포그는 세계를 정확히 80일 만에 한 바퀴 돌아올 수 있다고 장담하고, 급기야 본인이 해내겠노라고 선언한다. 포그는 전 재산의 절반인 2만 파운드를 내기에 걸고, 나머지 절반인 2만 파운드를 여행 경비로 챙긴다. 때마침 새 하인으로 들어온 프랑스인 파스파르투와 함께, 그날로 런던을 출발하는 기차에 오른다.
포그가 계획한 세계 일주는 영국의 런던을 출발하여 프랑스의 파리, 이집트의 수에즈, 예멘의 아덴, 인도의 뭄바이와 콜카타를 거치고, 싱가포르와 홍콩, 일본의 요코하마, 미국의 샌프란시스코와 뉴욕, 영국의 리버풀을 경유하여 다시 런던으로 돌아오는 경로이다. 포그는 이 긴 여행에서 그들이 사용할 모든 교통수단의 출발과 도착 시각을 기록해서, 그들이 사용하는 가장 짧은 시간을 계산해 두었다. 80일이라는 것도 이 계산의 결과이다.
| 영국 런던 → 이집트 수에즈         | 이탈리아 토리노 경유 브린디시까지 철도 기선 (몽골리아호)를 타고 지중해 횡단 | 07일 |
| 이집트 수에즈 → 인도 봄베이       | 기선 (몽골리아호)를 타고 홍해, 인도양 횡단                                  | 13일 |
| 인도 봄베이 → 캘커타              | 철도                                                                        | 03일 |
| 인도 캘커타 → 홍콩 빅토리아       | 기선 (랑군호)를 타고 싱가포르를 경유하여 남중국해 횡단                      | 13일 |
| 홍콩 → 일본 요코하마              | 기선 (카르나틱호)를 타고 남중국해, 동중국해, 태평양 횡단                    | 06일 |
| 일본 요코하마 → 미국 샌프란시스코 | 기선 (제너럴 그랜트호)를 타고 태평양 횡단                                   | 22일 |
| 미국 샌프란시스코 → 뉴욕시        | 철도                                                                        | 07일 |
| 미국 뉴욕시 → 영국 런던           | 기선 (차이나호)를 타고 대서양 횡단 영국 리버풀 도착 후 철도                 | 09일 |
| 총합                              | 총합                                                                        | 80일 |
| 여행 경로                         |                                                                             |      |

### 여행 과정

#### 이집트와 인도
제시간에 이집트 수에즈에 도착한 포그와 파스파르투. 배를 바꿔 타기 위해 머무는 동안, 런던 경찰 출신의 픽스 형사가 본부에서 내려온 은행 강도 수배전반를 받고, 그 용모로 짐작컨대 포그와 일치하는 것을 보고 그를 뒤쫓기 시작한다. 하지만 제시간에 영장을 발부받지 못하자, 일단 두 사람을 따라나서기로 하고 몽골리아호에 올라 인도 봄베이로 향한다. 픽스는 자신의 목적을 숨긴 채 파스파르투에게 접근한다. 한편 포그는 시간을 벌기 위해 기선 함장에게 봄베이에 더 빨리 도착하면 큰 보상으로 대접하겠다 약속하고, 그 덕에 포그 일행은 일정보다 이틀 앞서 봄베이에 도착한다.

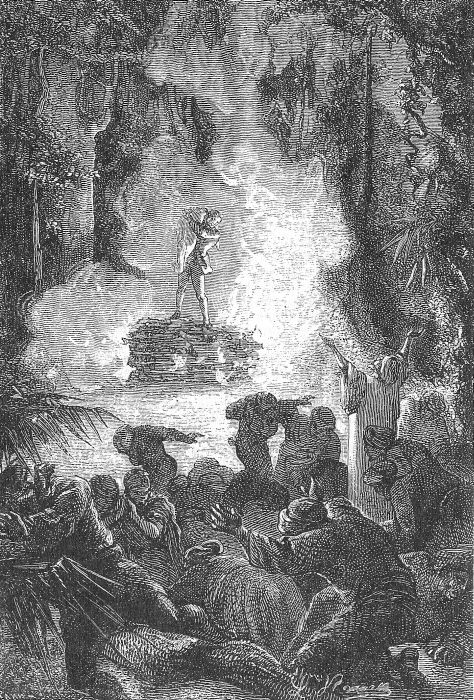
아우다의 구출

인도에 발을 내딛은 포그 일행은 봄베이에서 캘커타로 향하는 기차에 오르지만, 이동 도중에 콜비비에서 알라하바드까지의 50km 정도 되는 철도 구간이 아직 완공되지 않았다는 사실을 접하고 신문의 기사가 틀렸음을 알게 된다. 이에 포그는 코끼리 한 마리를 사고 가이드를 고용하여 알라하바드로 향한다.
정글 속 어느 마을을 지나가게 된 포그 일행은 늙은 추장의 장례에서 그 아내를 화형시키는 풍습인 사티가 벌어지는 모습을 목격한다. 아우다라는 이름의 젊은 아가씨가 마을 사람들에 의해 아편과 대마를 잔뜩 먹고 취해 억지로 끌려나와 있었다. 두 사람은 아가씨를 구하기로 마음먹고, 파스파르투가 나서 화형장에 들어가 아우다의 죽은 남편을 대신해 들어가 있는다. 그리고 화형식이 막 진행되려는 순간 벌떡 일어나, 사제들과 마을 사람들은 놀라서 달아난다. 아우다를 구출하는 대가로, 이전에 벌어놨던 12시간을 써 버리고 말았지만 포그는 결코 후회하지 않는 모습이었다.
마침내 다음 철도역에 도착한 포그 일행은 서둘러 열차에 올라 타고, 갈 곳 없는 아우다도 일행에 합류한다. 캘커타로 향한 세 사람은 바다를 건너 싱가포르에서 하루 정박한 뒤 홍콩으로 향하는 랑군호에 오를 준비를 한다. 중간에 모습을 감춘 픽스는 파스포르투가 인도의 문화유산인 힌두교 사원에서 난동을 피운 잘못을 빌미로, 법원에 고발하여 붙잡아두려 하지만, 포그가 보석금을 내고 빠져나오면서 물거품이 된다.

#### 홍콩과 요코하마

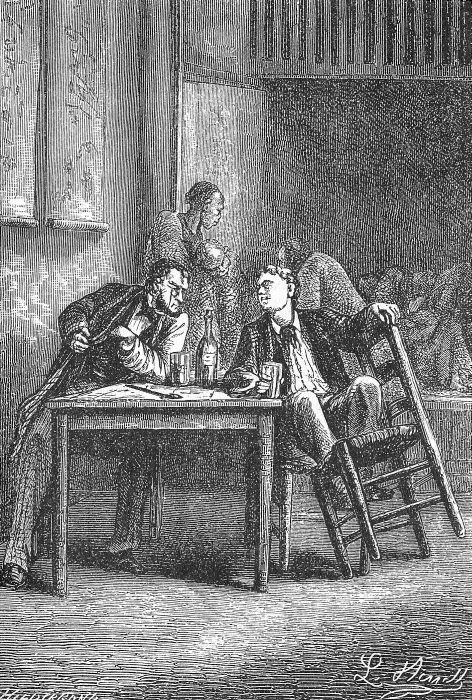
홍콩에서 담판을 벌이는 파스파르투와 픽스

랑군호에 함께 오른 픽스는 다시 파스파르투를 만나고, 파스파르투는 이전에 함께 여행했던 동반자를 다시 만나 기쁘다는 인사를 건넨다. 홍콩에 도착한 네 사람. 아우다는 홍콩에 살던 먼 친척을 찾아 나서지만, 일찍이 홀란드(네덜란드)로 떠났다는 소식만 접하고, 포그는 아우다를 유럽까지 데려가기로 한다.
여전히 영장을 기다리고 있던 픽스는 이곳 홍콩이 포그를 체포할 수 있는 마지막 영국령이라는 사실에 초조해 한다. 이를 지켜보던 파스파르투는 픽스가 우연치고는 계속해서 만나는 것을 이상히 여기고, 리폼 클럽에서 보낸 첩자로 짐작하여 픽스를 몰아세운다. 픽스는 하는 수 없이 신분을 밝히고 포그를 쫓고 있는 이유를 털어놓는데, 파스파르투는 픽스의 말을 믿지 않고 자기 주인님은 결코 은행 강도가 아니라고 자세를 굽히지 않는다.
그러던 와중 파스파르투는 다음에 탈 배인 요코하마행 카르나틱호가 출발 예정일 전날 저녁에 조기 출항한다는 소식을 접한다. 픽스는 포그가 그 사실을 알게 되는 것을 막기 위해 파스파르투에게 술을 먹이고, 영국이 아편장사를 하는 바람에 중국 사회를 병들게 하는 마약인 아편에 중복된 마약중독자들이 아편을 피는 아편굴로 데려가 마약까지 먹인다. 여행을 방해하기 위해 정직한 파스파르투를 마약사범으로 만든 것. 다음 날, 깊은 잠에서 깨어난 파스파르투는 잠결에 카르나틱호에 승선한 것을 깨닫지만, 포그에게는 미처 알리지 못했기에 어쩔수 없이 홀로 일본에 가서 기다리기로 한다.
여전히 홍콩에 남아 있던 포그는 배를 놓친 것을 만회하기 위해 요코하마까지 가는 배를 물색한다. 결국 안내선 '탕카데르호'에 올라타 상하이로 향한 포그와 아우다는 그곳에서 기선으로 바꿔 탄 뒤 일본 요코하마로 향한다. 요코하마에 도착하고서는 카르나틱호가 제때 도착했다면 파스파르투도 있을 거라 짐작하고서 그를 찾아나선다. 마침내 어느 서커스에서 여행 경비를 마련하기 위해, 포그 씨 댁에서 일하기 전에 했던 일인 서커스 공연에 오른 파스파르투를 발견하고 재회한다. 이때 반가운 나머지 포그 씨에게 달려가는 바람에 망친 공연은 포그 씨가 듬뿍 손해배상을 하여 서커스단장의 마음을 진정시킨다.

#### 미국과 런던

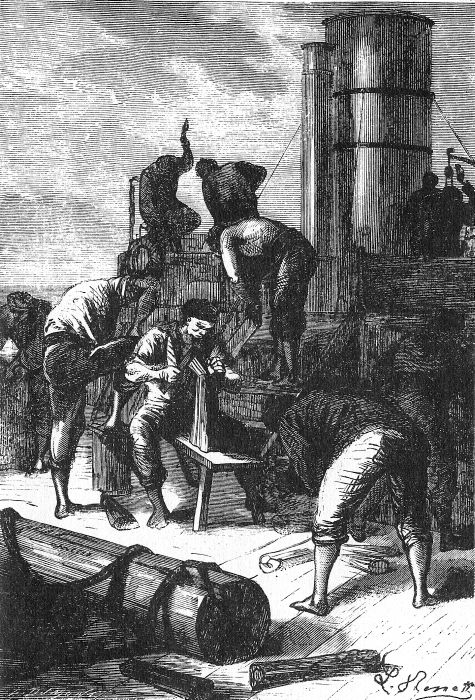
엔리타호의 자재를 뜯어 연료로 쓰는 선원들

네 사람은 외륜선 '제너럴 그랜트'호에 승선하여 태평양을 지나 미국 샌프란시스코로 향한다. 함께 승선한 픽스는 파스파르투에게 영국령 지역을 벗어난 이상 포그의 여정을 방해하지 않고 돕겠다고 밝힌다. 포그의 세계 일주는 결국 영국 본토로 향하여 그곳에서 체포할 수 있을 것이란 생각에서였다.
샌프란시스코에 도착한 포그 일행은 대륙횡단철도의 뉴욕행 열차에 몸을 싣는데, 그 과정에서 수많은 장애물과 맞닥뜨린다. 선로를 건너는 엄청난 들소 떼, 부서진 현수교, 급기야는 철도 건설에 저항하던 수족 전사들의 매복 습격까지 받는다. 이 과정에서 열차로부터 기관차를 분리한 파스파르투가 전사들에게 납치되고 만다. 포그는 자진해 나선 미국 기병대와 함께 말을 타고 파스파르투를 직접 구출한다. 목숨은 구했지만 열차를 놓쳐버린 포그 일행은 바람으로 움직이는 썰매를 타고 오마하로 가서 뉴욕행 기차를 잡아 탄다.
뒤늦게 뉴욕시에 도착했지만, 전날 전철이 열차운행시간표대로 운행하는 것마냥 운항 시간표대로 출발하는 바람에 런던행 기선인 차이나호를 놓쳐버린 포그는 대서양을 건널 수단을 강구한다. 때마침 프랑스 보르도로 가는 기선 '엔리타'호를 발견하지만, 리버풀로 행선지를 바꾸면 선주가 배를 산 배값인 2000달러를 주겠다는 회유에도 엔리타호의 선장은 단호히 거절한다. 결국 포그는 선원들을 꼬드겨 선상 반란을 일으키고, 리버풀로 행선지를 바꾼다. 도중에 허리케인에 맞서 전속력으로 달리는 바람에 며칠 만에 연료가 다 떨어지자, 포그는 선장에게서 배값을 주고 배를 사들인 다음, 배 안에 나무로 된 부분들은 전부 뜯어내어 연료로 쓴다.
마침내 아일랜드 퀸스타운에 도착한 포그 일행은 기차를 타고 더블린으로 향한 뒤, 페리선으로 갈아타서 잉글랜드 리버풀로 향한다. 런던에 도착하기까지 아직 시간이 남아 있었지만, 잉글랜드 땅을 밟자마자 픽스는 영장을 발부해 포그를 체포한다. 머지않아 픽스는 사흘 전 에딘버러에서 은행 강도사건의 진범인 제임스 스트랜드를 체포했다는 소식을 듣고, 포그에게 사과하면서 모든 오해가 풀린다. 그러나 체포되는 사이에 시간을 날려 포그는 예정됐던 런던행 기차를 놓치고, 예정 도착시간이었던 12월 21일 정오로부터 5분을 초과해, 80일만에 세계일주라는 내기에 실패한다.

### 결말

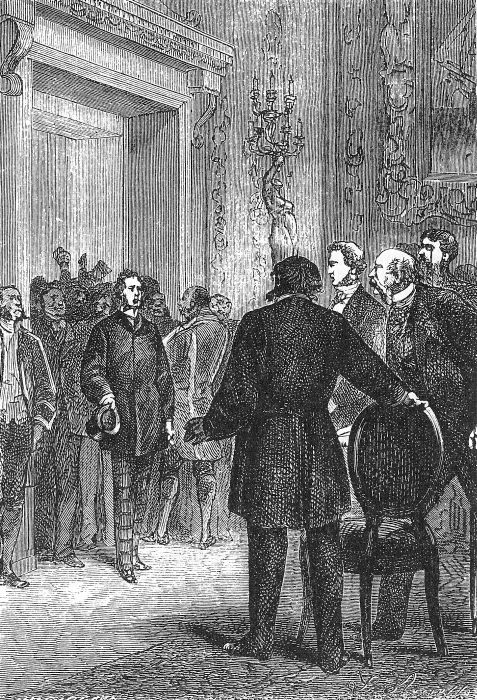
리폼 클럽에 나타난 포그

다음날, 전 재산을 날리고 쪼들려 살아야 할 처지가 된 포그는 아우다에게 더 이상 보살피지 못할 것 같다고 용서를 구한다. 하지만 긴 여정 동안 포그에게 반해버린 아우다는 사랑을 고백하고 청혼한다. 파스파르투가  개신교 성직자인 하워드 목사를 찾아가 두 사람의 결혼식 주례를 부탁하는데, 다음 날이 12월 22일 일요일이라 주례를 해줄 수가 없다는 하워드 목사의 말을 듣는다. 알고 보니 포그 일행은 동쪽으로 지구를 한 바퀴 돌면서 경도 1도마다 4분씩 절약한 것이었고, 포그 일행이 80일을 보내는 사이 런던에서는 79일밖에 지나지 않아, 결과적으로 하루를 벌게 된 것이었다.
오늘이 12월 21일 토요일, 즉 예정 도착일이라는 사실을 목사 사택에 다녀오는 길에 깨달은 파스파르투는 포그에게 자신의 착각을 알리고, 포그는 그 길로 마차를 타고 리폼 클럽으로 달려가 예정시각을 3초 남기고 내기에서 이긴다. 2만 파운드를 벌었지만 여행 경비로 1만 9천 파운드를 쓰고 1000파운드만 남긴 포그는, 그 돈을 파스파르투와 픽스에게 나누어 준 뒤 아우다와 결혼식을 올린다. 그에게는 돈은 중요하지 않았다. 부자로 사는 삶보다는 사랑하는 아우다와 결혼하여 사는 삶이 진심으로 행복했다.

## 배경
《80일간의 세계 일주》는 작가 본인에게는 고된 시기에 탄생한 작품이다. 1870년 보불전쟁의 포화 속에 징집되어 해안경비대로 근무하던 시기에 쓰였기 때문이다. 쥘 베른이 이전에 쓴 작품들은 인세를 받지 못해 쪼들리고 있던 상황이었고, 아버지도 돌아가시는 슬픔을 겪은 데다, 전쟁 와중에 공개처형까지 목격하여 큰 충격을 받고 있었다.
그와는 별개로 19세기의 기술 혁신은 세계 일주를 더 빨리 할 수 있는 가능성을 활짝 열고 있었고, 그러한 전망은 쥘 베른 본인과 독자들을 매료시키고 있었다. 특히 소설이 씌여질 무렵인 1869년과 1870년에는 세계 여행을 가능케 할 만한 세 가지 중대한 교통로가 완공되었는데, 첫째는 미국의 대륙횡단철도 개통 (1869년), 둘째는 인도 아대륙 철도 개통 (1870년), 셋째는 수에즈 운하의 개통 (1869년)이었다. 이는 곧 탐험의 시대가 저물고 훨씬 안락하고 안전하게 즐길 수 있는 관광의 시대가 도래했다는 것을 알린 셈이었다. 이전에는 가장 용감하고 강인한 탐험가들만이 도전할 수 있는 위업이었던 것을, 이제는 누구든지 앉아서 계획을 짜고 탑승권을 사면 전 세계를 여행할 수 있다는 상상을 불러일으킨 것이다.
《80일간의 세계 일주》는 1872년 11월 6일 프랑스 〈르 탕〉 (Le Temps) 지에서 연재가 시작되었다. 작중 포그의 도착 예정일인 12월 21일이 실제 연재 완결일과 일치하도록, 남은 기간 35일에 맞춰 이야기가 배분되어 연재가 이뤄졌다. 12월 20일 제35장이 지면에 게재되었고, 다음 날인 12월 21일자에는 포그가 런던에 도착하는 제36장이 게시될 것으로 예상됐으나, 실제로는 그날 지면을 건너뛰어 12월 22일자 지면에 제36장과 마지막 제37장이 게재됐다. 연재 초반에는 일부 독자들이 포그의 세계 일주가 실제로 진행되고 있다고 믿은 나머지 그 성공 여부에 돈을 거는 사람도 있었고, 일부 철도 회사와 해운사에서 작가에게 소설에 본사를 등장시켜 달라고 로비를 걸기도 했다는 후문이다. 쥘 베른이 해당 요청을 수락했는지는 불명이지만, 작중 철도회사나 해운사에 대한 묘사를 보면 영향을 받지 않을 수 없다는 의심을 남긴다.
결말부의 반전에 관해서 작중 포그는 실제보다 하루 더 늦은 것으로 잘못 알고 있었는데 이는 경도 15도를 넘길 때마다 한 시간씩 시계를 늦춰, 하루치를 늦게 맞춰놓고 있었다는 설정이기 때문이다. 날짜변경선이 공식적으로 제정된 것은 1884년의 일로, 연재 당시에 날짜변경선이란 개념이 존재했다면 그 선을 넘는 순간 하루를 덜 맞추는 전개로 갔을 것이란 설이 있다. 그러나 포그의 이런 실수는 당시에도 비현실적인 것으로 문학적 허용으로 봐야 한다는 결론이다. 영국과 인도, 미국이 같은 달력이면서도 다른 표준시를 쓰고 있었기에, 제정되지는 않았을지언정 실질적인 날짜 변경의 개념이 있었기 때문이다. 포그가 샌프란시스코에 도착한 순간 현지 날짜가 여행일지의 날짜보다 하루 늦은 것을 알아차릴 수 있는 것이, 샌프란시스코의 대륙횡단열차와 뉴욕의 차이나호의 탑승시간을 맞춰야 할 뿐더러, 신문의 발행일자를 접했다면 깨닫지 않았을 수가 없다. 여기에 영국의 칼럼니스트 존 서덜랜드는 당시 영국이 일요일 준수법을 제정한 지 오래인데, 그 '일요일'에 거리의 사람들이 출퇴근을 하고 분주하게 일하는 것을 알아차리지 않으려면 포그 일행이 얼마나 '둔하고 멍청해야 하느냐?'라고 허점을 꼬집기도 했다.

## 실제 사례
1873년 문고판 첫 발행 이래 소설에 영감을 받은 수많은 사람들이 각자의 시간제한 내에서 소설 속 포그의 여정을 따라 나섰는데, 대표적인 사례는 다음과 같다.
- 1889년 일간지 《뉴욕 월드》 소속 기자인 넬리 블라이 기자는 80일간의 세계 일주에 처음 나섰다. 실제로 넬리 블라이 기자가 여행에 걸린 시간은 72일이었으며, 중간에 들른 프랑스 아미엥에서는 쥘 베른 작가와 만나기도 했다. 이때의 여정을 소재로 정한 블라이 기자는 기행문인 《72일간의 세계 일주》를 썼고 베스트셀러가 되었다.
- 1889년 잡지 《코스모폴리탄》의 엘리자베스 비슬랜드 기자가 위에 소개된 블라이 기자의 경쟁자로 나서 똑같이 세계일주에 나섰으며, 엘리자베스 비슬랜드 기자는 넬리 블라이 기자보다 먼저 1등으로 들어왔다.[12]
- 1903년 미국의 연극비평가이자 예술기획자인 제임스 윌리스 세이어가 대중교통만을 이용한 세계 일주에 나서, 54일 9시간 42분으로 최단기록을 단축했다.[13]
- 1908년 해리 벤슬리는 작품 속 포그와 비슷하게 세계일주 내기를 위해 철가면을 쓰고 세계 도보일주에 나섰다. 하지만 1914년 제1차 세계 대전 발발로 완주에 이르지는 못했다.
- 1928년 덴마크의 15세 보이스카우트 출신인 팔레 훌트는 작품 속 경로의 정반대 방향으로, 기차와 배를 타고 세계일주에 나섰다. 쥘 베른 탄생 100주년을 기념하여 덴마크 신문의 후원으로 진행되었으며, 총 44일이 걸렸다. 팔레의 이야기는 《세계 일주를 한 보이스카우트》라는 책으로도 발간되었다. 참고로 인도는 거치지 않고 시베리아 횡단 철도를 이용했다고 전한다.
- 1984년 니컬라스 콜리지는 포그의 여정을 재현해 직접 따라갔으며 총 78일이 걸렸다. 니컬라스는 이후 《78일간의 세계 일주》라는 책을 썼다.[14]
- 1988년 영국의 유명 코미디 그룹인 몬티 파이선의 멤버 마이클 팔린이 비행기를 이용하지 않은 세계 일주에 나서고, 이를 TV 트래블로그 프로그램으로 제작하였다. 〈마이클 팔린과 함께 하는 80일간의 세계 일주〉 (Around the World in 80 Days with Michael Palin)라는 이름의 이 프로그램은 79일 7시간에 달하는 여행기를 담았다.
- 1993년 도중 포기나 외부의 도움 없이 최단시간 내에 세계를 일주한 항해자에게 수여하는 쥘 베른 트로피를 수여하고 있다.

## 기타
- 이 책에서는 포그가 80일 만에 세계를 일주하는 것을 두고 리폼 클럽의 사다.
- 발간 전이란 르 텅(Le temps)지에 80일간의 세계일주가 연재되었을 당시인데, 이 소설 덕분에 신문의 발행 부수가 폭발적으로 늘어났고, 프랑스에 있는 미국 언론사 특파원들은 날마다 새로운 내용을 뉴욕으로 전보를 쳐서 알렸다.

### 대중문화
- 성룡이 연기한 동명의 영화로 만들어졌으며, OCN 영화-드라마 전문채널에서 소개했다.[15]
- 애니메이션 80일간의 세계일주로 만들어졌으며, 한국방송에서 저녁시간에 우리말로 번역하여 방영했다.

### 한국어판 출판
- 비룡소에서 한국어판으로 옮겨서 독자들에게 소개했다.
- 쥘 베른 지음, 김경미 옮김, 성혜영 그림, 《80일간의 세계일주》, 책만드는책